# Gaspar van Weerbeke
Gaspar van Weerbeke (Oudenaarde, omstreeks 1445 - Mainz(?), na 1517) was een Vlaamse componist en zanger uit de school der Franco-Vlaamse polyfonisten.

## Leven
Gaspar van Weerbeke werd als buitenechtelijk kind geboren. Zijn opleiding kreeg hij vermoedelijk in de zangschool voor koorknapen van de Sint-Walburgakerk in Oudenaarde.
Uiterlijk in de winter van 1471/1472 bouwde hij voor de hertog van Milaan, Galeazzo Maria Sforza, een hofkapel op. Tijdens twee reizen (vanaf april 1472 en vanaf 18 januari 1473) ging Gaspar op zoek naar zangers uit de Nederlanden. Gaspar leidde een kapel bestaande uit 18 "cantori de camera" ("kamerzangers"), Antonio Guinati 22 "cantori de capella" ("kapelzangers"), waarvan onder meer Loyset Compère, Jehan Fresneau en Johannes Martini deel uitmaakten. De hertog, die bijzonder tevreden was met Gaspar, beloonde hem rijkelijk met prebenden, waaronder één die een rente van 40 dukaten opbracht uit de San Lorenzo in Lodi.
Na de moord op de hertog op 26 december 1476 werd besloten op de hofkapel te bezuinigen. Tot de musici die afvloeiden, behoorden Loyset Compère en Jehan Fresneau. Gaspar bleef echter nog 4 jaar verbonden aan het Huis Sforza.
In de winter van 1480/1481 werd hij zanger aan de Sixtijnse Kapel in Rome. Daar bleef hij tot april 1489. Zijn voornaamste collega's daar waren Josquin Desprez en Marbriano de Orto. Een aangeboden betrekking aan het Milanese hof sloeg Gaspar in april 1482 af. In mei 1483 werd Gaspar lid van de Fraternità di Santo Spirito e S Maria in Sassia.
Halverwege april 1489 keerde Gaspar naar Milaan terug, waar nu Ludovico Sforza, bijgenaamd ‘il Moro’, regeerde. Hier nam Gaspar zijn oude taken weer waar. Opnieuw voerden reizen om zangers voor de hofkapel te engageren hem naar zowel de Nederlanden als naar Florence.
Te dien tijde onderhield Gaspar ook betrekkingen met het hof van Filips I van Castilië (1489 – 1506). Van 1495 tot 7 september 1497 is Gaspar in diens rekeningen opspoorbaar. Hij zong - zoals Pierre de la Rue - in de Grote Kapel van de hertog verwierf prebenden in de bisdommen Utrecht en Terwaan. Van 1495 tot 1498 was Gaspar kanunnik aan de Sint-Donaaskerk in Brugge. Ondanks zijn aanstelling aan het hof van Filips de Schone bleven Gaspars contacten met Milaan intact. In de herfst van 1498 bevond hij zich in opdracht van de Milanese hertog in Vlaanderen teneinde er zangers te rekruteren. Hij nam de gelegenheid te baat om er ook zijn geboortestad te bezoeken, waar aangetekend werd dat hij er „sanckmeester van den herthoge van melanen“ was.
Waarschijnlijk heeft hij in die periode ook contacten onderhouden met de Franse hofkapel. In Crétins Klaagzang over de dood van Johannes Ockeghem († 1497) wordt Gaspar in een adem genoemd met leden van de hofkapel van Frankrijks koning.
Geheel onbekommerd was Gaspars verhouding met zijn Milanese Heer, Ludovico Sforza, ook niet. In een brief aan de zanger Jean Cordier beklaagt de hertog zich over Gaspar. Niet alleen was Gaspar zonder toestemming uit Milaan vertrokken met achterlating van een hoge schuldenlast - waardoor de hertog ertoe verplicht was beslag te leggen op Gaspars huis -, Gaspar had ook nog tot overmaat van ramp een ondermaats presterende zanger in dienst genomen. Tot een breuk tussen de hertog en Van Weerbeke kwam het echter niet.
De oorlog tussen Frankrijk en Milaan in september 1499 dwong Gaspar ertoe Milaan voorgoed de rug te keren. Op het aanbod van de hertog van Ferrara, Ercole I d'Este, ging Gaspar echter niet in. Op 28 november 1499 werd in Ferrara aangetekend dat Gaspar het aanbod hofkapelmeester van de hertog te worden, had afgewezen.
Van 1500 tot minstens eind 1515 maakte Gaspar opnieuw deel uit van de pauselijke kapel in Rome. In 1514 werd hij lid van de broederschap Campo Santo dei Teutonici e Fiamminghi teneinde in aanmerking te komen voor een begraafplaats naast de Sint-Pietersbasiliek. Op 1 november 1515 bekrachtigde paus Leo X de aanspraak op vrijgekomen prebenden in de bisdommen Kamerijk en Doornik.
Tegen het einde van zijn leven ging Gaspar naar Duitsland. Op 1 november 1517 werd hij er als kanunnik aan de Sint-Maria-ad-Graduskerk in Mainz vermeld. Kort daarop moet hij op een vooralsnog niet met zekerheid bekende plaats (Mainz ?) overleden zijn.

## Werk
Gaspar verenigde de Italiaanse stijl met de oudere componeertechnieken van de Nederlandse polyfonisten. Hij was ongeveer de enige onder de Nederlandse polyfonisten die de gladde, imitatieve stijl ontweek die in zijn tijd opgang maakte en waarvan Josquin Desprez met zijn muziek bij uitstek de exponent is.
Hij componeerde geestelijke muziek: motetcycli, een zetting van het Magnificat en een van de Lamentaties, naast een beperkter aantal wereldlijke liederen, maar het gros van zijn oeuvre bestaat uit vocale geestelijke muziek. De toeschrijving van de liederen is controversieel. Verschillende musicologen geloven dat ze getoonzet zijn door componisten als Josquin Desprez of Jean Japart.
Van zijn motetten zijn er vele in homofone stijl geschreven, waarbij Gaspar zich de lichtheid van de Italiaanse wereldlijke muziek van die tijd eigen maakt. De meeste van de missen maken gebruik van liedmelodieën die in de tenor worden overgenomen, terwijl de overige stemmen zich op een simpele, doorgaans parallelle wijze voortbewegen, verwant aan de componeerstijl van Guillaume Dufay en de andere Bourgondische Nederlandse polyfonisten van die tijd. Soms past Gaspar de imitatieve stijl toe, maar nooit paarsgewijs zoals Josquin of op de doordringende manier van de latere Nederlandse polyfonisten. Vergeleken met zijn tijdgenoten, lijkt de componeerstijl van zijn missen vrijwel archaïsch.
Zijn muziek kende veel bijval, vooral in Italië waar het, in contrast met de contrapuntische, door de Nederlandse polyfonisten geïntroduceerde componeertechnieken, de lokale populaire esthetiek vertegenwoordigde.

### Missen
1. Missa Ave regina coelorum
2. Missa brevis
3. Missa Et trop penser
4. Missa N'as tu pas
5. Missa octavi toni
6. Missa O Venus banth
7. Missa Princesse d'amourettes
8. Missa Se mieulx ne bient.

### Fragmenta missarum
1. Credo
2. Credo cardinale

### Motettencycli
1. Ave mundi domina, bestaande uit:
  1. Ave mundi domina
  2. Ave mater gloriosa
  3. Salve virgo virginum
  4. Anima mea liquefacta est
  5. Ave regina caelorum, ave
  6. Quem terra pontus aethera
  7. O virginum praeclara
  8. Fit porta Christi
2. Quam pulchra es, bestaande uit
  1. Quam pulchra es
  2. Alma redemptoris mater
  3. Salve virgo salutata
  4. O pulcherrima mulierum
  5. Ave regina coelorum mater
  6. O Maria clausus ortus
  7. Mater patris fillia mulierum
  8. Tota pulchra es anima mea
3. Spiritus Domini replevit orbem, bestaande uit
  1. Spiritus Domini replevit orbem
  2. Veni Sancte Spiritus
  3. Beata gens cuius est Dominus
  4. Confirma hoc Deus
  5. Sancti Spíritus adsit nobis gratia
  6. Loquebantur variis linguis
  7. Factus est repente de caelo

### Motetten
1. Adonai sanctissime Domine Deus
2. Anima Christi sanctifica me
3. Ave domina angelorum
4. Ave dominsa sancta Maria
5. Ave mater omnium
6. Ave regina coelorum
7. Ave stella matutina
8. Ave verum corpus
9. Christi mater ave sanctissima
10. Dulcis amica Dei digna / Da pacem Domine
11. Ibo mihi ad montem mirrhe
12. Mater digna Die
13. O beate Sebastiane
14. O pulcherrima mulierum surge
15. Panis angelicus
16. Salve sancta parens
17. Stabat mater dolorosa /Vidi specio-sam
18. Tenebrae factae sunt
19. Verbum caro factum est
20. Vidi speciosam sicut columbam
21. Virgo Maria, non est tibi similis.

### Overige geestelijke werken
1. Magnificat octavi toni
2. Lamentatio Jeremie

### Liederen
1. La stangetta
2. Bon temps
3. O Venus bant
4. Que faict le cocux au bois
5. Sans regrets

- Biblioteca Nacional de España: XX1735234
- Bibliothèque nationale de France: cb13900751z (data)
- Gemeinsame Normdatei: 119490552
- International Standard Name Identifier: 0000 0001 1075 6985
- Library of Congress Control Number: no90012378
- MusicBrainz: 18953968-dd5c-4e96-a891-e67405c54bda
- Nationale Bibliotheek van Tsjechië: xx0181507
- Nationale Bibliotheek van Israël: 987007375758605171
- Nederlandse Thesaurus van Auteursnamen: 067691188
- SNAC: w6327846
- Système universitaire de documentation: 077281691
- Virtual International Authority File: 88076257
- WorldCat: E39PBJpdRBHB3HmqVyvKQbKyBP